# Lessingianthus
Lessingianthus es un género de plantas con flores perteneciente a la familia   Asteraceae. es un género de plantas fanerógamas perteneciente a la familia de las asteráceas. Comprende 130 especies descritas y de estas, solo 105 aceptadas.

## Taxonomía
El género fue descrito por Harold E. Robinson y publicado en Proceedings of the Biological Society of Washington 101(4): 939–940. 1988. La especie tipo es Vernonia argyrophylla Less. 

## Algunas especies aceptadas
A continuación se brinda un listado de las especies del género Lessingianthus aceptadas hasta julio de 2012, ordenadas alfabéticamente. Para cada una se indica el nombre binomial seguido del autor, abreviado según las convenciones y usos.
- Lessingianthus adenophyllus (Mart. ex DC.) H.Rob.
- Lessingianthus ammophilus (Gardner) H.Rob.
- Lessingianthus arachniolepis (Ekman ex Ekman & Dusén) H.Rob.
- Lessingianthus argenteus (Less.) H.Rob.
- Lessingianthus argyrophyllus (Less.) H.Rob.
- Lessingianthus asteriflorus (Mart. ex DC.) H.Rob.